# أرمن أجوب
أرمن أجوب (المولود عام 1969 في القاهرة) هو فنان مصري معاصر يغير وجهات النظر ويدفع حدود الفن المعاصر. اشتهر آجوب بأعماله التأملية المشحونة روحيًا، والتي وُصفت لتذكر الانسجام والتوازن والنقاء في الروح البشرية.  ينخرط آجوب في ممارسات التأمل في عملياته، مع إعطاء الأولوية للتجربة الذاتية الاخلية والتأثيرات الداخلية. تعتبر الرصانة والبطء وعدم الاستعراضيةهي السمات التي تميز منهجه الزاهد.

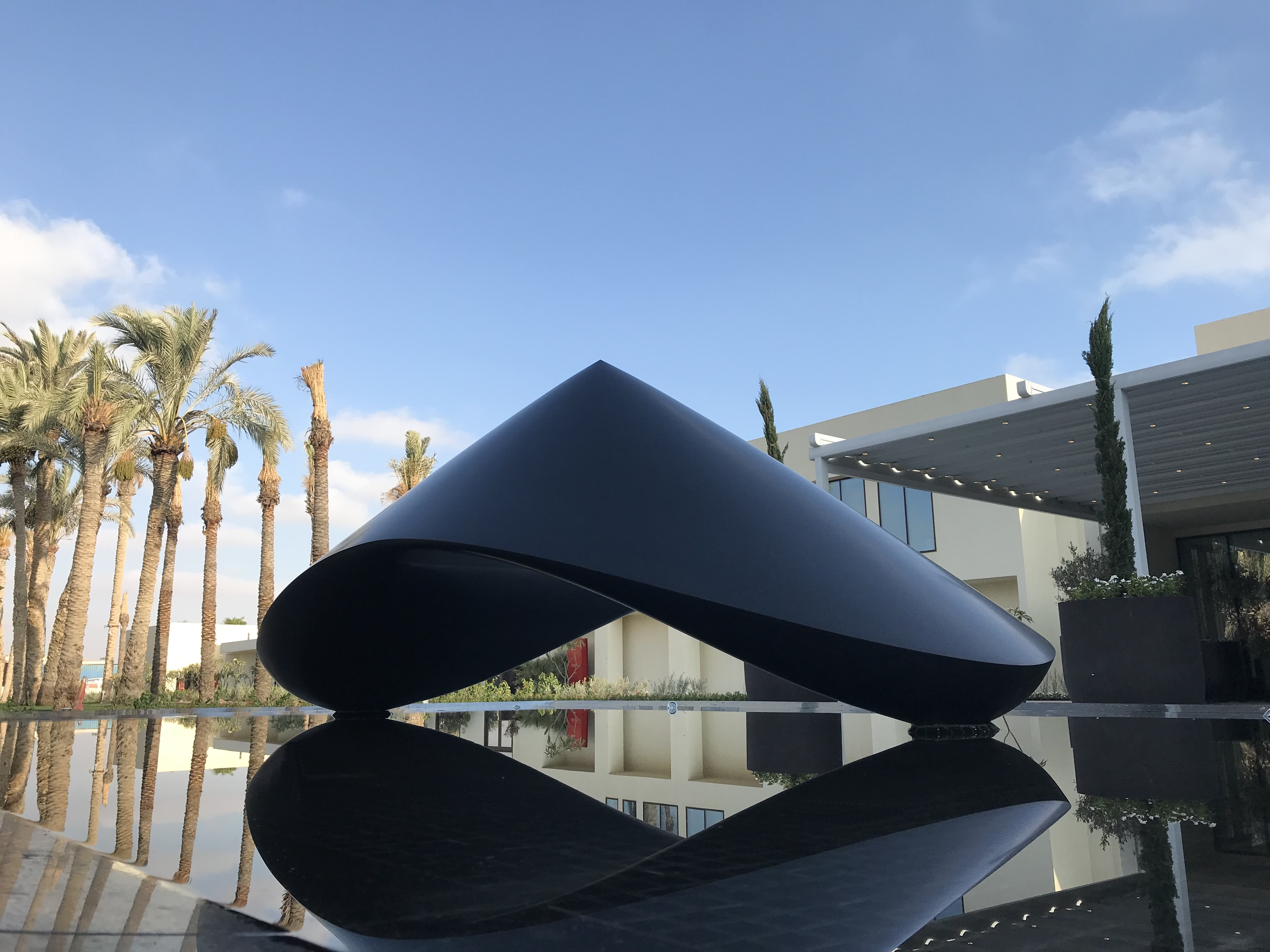
نحت من الجرانيت بدون عنوان (2018) لأرمن أجوب في المدخل الأمامي لفندق العلمين بمصر.

## النشأة والتعليم
ولد أرمن أجوب جويربيان لأبوين أرمنيين يعيشان في القاهرة مصر.  نشأ بين هاتين الثقافتين ذاتا الجذور العريقة، مما دفعه إلى تطوير منظور يتجاوز الحدود الجغرافية. خلق حوارًا بين التراثين فيه إعادة تقييم مستمرة للقيم، مع منظور شخصي غير مشروط بالشرق والغرب القديم أو المعاصر. تأثر أجوب أيضًا بالمناظر الطبيعية الجافة في مصر، قائلاً: "لقد كانت في الصحراء، حيث يبدو أنه لا يوجد شيء، وهذا هو المكان الذي تعلمت أن أنظر إليه".
أظهر أجوب اهتمامًا بالرسم والتلوين في سن مبكرة جدًا وبحلول سن الثالثة عشر كان طالبًا للرسام الأرمني سيمون شاهريجيان. أكمل كلية الفنون الجميلة بجامعة حلوان بالقاهرة. وحصل بعد التخرج على منحة باحث مساعد لتدريس النحت في نفس الجامعة لمدة ثلاث سنوات.

## حياته المهنية
عرض أجوب من عام 1997 إلى 2000 أعماله في عروض متنوعة في جميع أنحاء مصر وحصلت على جائزة النحت من صالون الخريف في عام 1998. وفي عام 2000، تم حى بالتقدير المحلي عندما حصل على جائزة روما Prix de Rome، وجائزة الدولة للإبداع الفني في مصر. بعد أن مكث في روما في السنة الأولى للمنحة، انتقل إلى بيتراسانتا بإيطاليا حيث يواصل العيش والعمل إلى اليوم. وفي عام 2011 حصل على جائزة أومبرتو ماستروياني (بالايطالية: Premio Umberto Mastroianni) من قبل مهرجان النحت الدولي لمنطقة بيدمونت. وفي عام 2013، حصل على وسام بريميو سولمونا (الميدالية الرئاسية للجمهورية الإيطالية).
توجد أعماله في المجموعات الدائمة لكل من: المتحف المصري للفن الحديث بمصر ، والمتحف العربي للفن الحديث، بالدوحة بقطر، وفيلا إمبان / مؤسسة بوغوصيان في بلجيكا، ومتحف أسوان المفتوح، بأسوان في مصر ، ومؤسسة بارجيل للفنون، بالإمارات العربية المتحدة، ومدينة نيكارسولم بلمانيا، وحديقة ساحة المحطة في بارج بإيطاليا، ومتحف كورال سبرينغز للفنون في فلوريدا بالولايات المتحدة الأمريكية .

## أعماله
اشتهر أجوب بنهج التقشف والزهد في عمله. فعلى حد تعبيره، "تعتبر البساطة معقدة للغاية". وغالبًا ما يتم وصف أعمال أجوب بأنها "فن متباين" حيث يلتقي المعاصر والقديم؛ حيث ينبع حضوره الفني من فلسفته عبر الثقافات. قال في مجلة فن الجمع: أصوات من الفن المعاصر (2014): "قد يبدو القديم والمعاصر مختلفين تمامًا، لكنني أعتقد أن الأساسيات هي نفسها".

### سلسلة اللمس
تكسر سلسلة اللمس الحدود الموجودة عادة في تجربة الفن. يدعو أجوب المشاهد إلى لمس المنحوتات وتتحرك المنحوتات استجابة لذلك. يأخذنا أجوب من خلال كسر الحدود المرئية إلى ما وراء التجربة التقليدية وإلى الاتصال الجسدي. يوسع هذا من تجربة المشاهد ويجعلها أكثر ألفة من خلال تحريره من تقليد عدم اللمس المعتاد للقطع الفنية.. يقول أجوب أن عمله يدور حول الحرية. يتمتع المشاهد بحرية لمس المنحوتات وتتحرر المنحوتات بذلك. تتوازن المنحوتات الجرانيتية على ملليمترات فقط مما يسمح لها بتحدي السكون الموجود عادة في المنحوتات، وتتحرك بمجرد لمسها. تُعاد بناء العلاقة مع الفن من خلال توحيد الملموس وغير المتشابك في تجربة المشاهد، مما يشير إلى وعي اجتماعي جديد بين المشاهد والعمل الفني. 
يقول فيكتور هوغو رييجو تستقر منحوتات أرمين أغوب في سكون غير مستقر بشكل سري. تتحرك هذه الأشكال التي تبدو وكأنها راسخة بمجرد الضغط عليها بالأيدي. ثم يعودون في وقت لاحق إلى موقعهم الأصلي. تتباطأ هذه المنحوتات المصنوعة من الجرانيت الأسود تدريجيًا وتتوقف نتيجة لأشكالها المنحنية، في حوار دقيق بين الضوء والظل ".

### سلسلة الصوفية
اشتُق اسم سلسلة الصوفية من التراث الروحي للصوفية حيث يؤمن المشاركون بقوة خطوة واحدة لتجاوز الحدود المادية. تعكس السلسلة الصوفية عملية التأمل الخاصة بأجوب،  وتتميز بشكل دائري تأملي واحد. يستكشف أجوب في نهج التقشف الجوهر من خلال التخلي عن جميع الأشكال الأخرى للسعي. ثم ينصب التركيز على اكتشاف العالم الداخلي والشخصية الفريدة لكل منحوتة. تشترك المنحوتات في مادة ولون وشكل مشترك، لكنها تشع طاقتها الداخلية وحالتها الشخصية، وتدور في مداراتها الخاصة لتمثل أجزاء غير مرئية من الوعي البشري. وتعكس أيضًا عملية التأمل الخاصة بأجوب.    
يقول ماوريتسيو فاني عن تلك سلسلة الصوفية "يمكن اعتبار كل عمل على أنه عالم مصغر معاصر، بدون اسم مرجعي ذاتي، لكنه غني بهوية الماضي والحاضر، ولا يزال مرتبطًا بالعمل السابق ولكنه يعلن عن العمل القادم، والذي يمكّن المشاهد من المشاركة في اكتشاف طاقته الداخلية، المشاركة في تكوين هويته". 

### عبر المعاصرة
صاغ أجوب في عام 2015 مصطلح "TransContemporary" والذي يعني المعاصرة رفضًا للمفهوم المحدود للفن المعاصر. المعاصرة مصطلح دائم التغير، لأن ما يعتبر الآن قديمًا كان معاصرًا في يوم من الأيام. لذلك يمزج أجوب بين القديم والمعاصر بدون إشارات واضحة إلى أي فترة زمنية، مما يخلق أعمالًا نهائية ترفض التصنيف. يعتقد أجوب من خلال توسيع الأفق الزمني أن الفن يمكن أن يكون ذا صلة بغض النظر عن الجغرافيا السياسية أو الموضة أو الحالة المزاجية المؤقتة. ويعتقد أن الأعمال الفنية المستمدة من غريزة الإنسان الأصيلة مشحونة بتجارب لا تقتصر على الوقت أو الحدود الجغرافية. لذلك يمكن للعمل الفني أن يمس الجانب الإنساني فينا خارج حالته المؤقتة. كما يمكن للنحت الأصيل أن يتعايش بشكل متساوٍ في مقبرة قديمة وفي مركبة فضائية دون أن يفقد قوته الإشعاعية. يستمر عمل أجوب في الإدلاء ببيانات عميقة تجذب المشاهد لاستكشاف المستقبل، مع الاحتفاظ بذكرى دائمة للعصور القديمة.
يقول روبين دي لا نويز عن هذه السلسلة "هذه المنحوتات ليست مذابح ولكنها مرايا لروح المشاهد." 

### سلسلة التعويذة
ينشأ أجوب في سلسلة التعويذة، تعويذة إيمائية. فبدلاً من الطقوس الصوتية المتعالية، يمارس أجوب طقوسًا جسدية ويعيد توجيه التكرار إلى عملية تأملية من صنع العلامات. تتضمن عملية أجوب المبتكرة التخلي عن قدرته على الرسم أو الرسم لصالح إيمانه بقوة نقطة واحدة رصينة. باستخدام أصغر سن قلم ممكن (0.1 مم)، يقوم بتطبيق نقاط ملونة على قماش أسود لتكرير الإيماءة إلى ما لا نهاية. تصبح اللوحات تجسيدًا للوقت من خلال طقوس التعويذة الإيمائية، مع استحضار مصدر متفائل للضوء من الظلام.
يقول كلوديو سكوريتي عن هذه السلسلة "يوحد أرمين أغوب النحت والرسم في تأمل قوة الظلام لتوليد النور. يكمن التآزر الكامل للجسد والعقل والروح في صميم ممارسة أجوب، الذي يعتبر الفن بالنسبة له شكلاً روحانيًا من الزهد".

## الجوائز
- 2000/2001 - جائزة روما

- 2010 - جائزة أومبرتو ماستروياني الدولية [25]
- 2013 -الميدالية الرئاسية للجمهورية الإيطالية [26]

- متحف أسوان المفتوح، مصر[27]
- متحف بوزيتي بيتراسانتا، إيطاليا[28]
- متحف كورال سبرينغز للفنون، فلوريدا، الولايات المتحدة الأمريكية[29]

- متحف الفن المصري الحديث، مصر[30]
- متحف: المتحف العربي للفن الحديث، قطر[31]
- فيلا إمبان / مؤسسة بوغوصيان، بلجيكا [32]
- مؤسسة بارجيل للفنون، الشارقة [33]

## روابط خارجية
- الموقع الرسمي